# Hotel Granada (Bogotá)
El Hotel Granada fue un hotel situado en el centro de Bogotá, la capital de Colombia. Se encontraba en la esquina suroriental del cruce la de la Carrera Séptima con la Avenida Jiménez, en el costado sur del Parque Santander. Fue diseñado en estilo Beaux-Arts por Alberto Manrique Martín y fue inaugurado en 1928. Fue demolido en 1951 y en su lugar se construyó el Edificio  del Banco de la República.

## Historia
El arquitecto Diego Suárez elaboró en París el anteproyecto del edificio, pero quien adaptó los diseños fue Alberto Manrique Martín, que también es el autor de otros inmuebles de gran altura en la Bogotá de los años 1920 como el Edificio Cubillos y el Teatro San Jorge. Fue junto con el Hotel Regina y el Jockey Club uno de los edificios que redefinieron el espacio urbano alrededor del parque Santander y le dieron durante décadas un carácter solariego.
El hotel fue construido por el estudio de arquitectura de los chilenos Casanovas y Mannheim y fue inaugurado en 1928. En ese entonces el río San Francisco aún corría a cielo abierto, no se había construido la Avenida Jiménez y estaba todavía en pie el Edificio de Correos y Telégrafos entre las carreras Séptima y Octava.
Contaba con 160 habitaciones y 108 apartamentos con baño y teléfono. Tenía servicios de salón de belleza y peluquería, restaurante, bar, salón de té y el restaurante Salón Azul. De lunes a viernes ofrecía platos a la parrilla y los fines de semana se convertía en un salón de baile. Allí se presentó en varias ocasiones el músico Lucho Bermúdez, cuyos inicios artísticos están vinculadas con el hotel.
El edificio sobrevivió a los incendios de la revuelta popular del Bogotazo. Pero fue demolido en 1951 y en su lugar se construyó el Edificio del Banco de la República.

## En la cultura
Al Hotel Granada se hace referencia en la letra del porro Pachito E'ché. Este es un homenaje a Francisco Echeverri, administrador del hotel, del cual se dice que es "un señor con talento y razón".